# Abd-ar-Rafiq (nom)
Abd-ar-Rafiq és un nom masculí teòfor àrab islàmic (àrab: عبد الرفيق, ʿAbd ar-Rafīq) que literalment significa ‘Servidor de l'Amable’, essent «l'Amable» un atribut de Déu. Si bé Abd-ar-Rafiq és la transcripció normativa en català del nom en àrab clàssic, també se'l pot trobar transcrit Abdul Rafiq, ‘Abdul Rafieq... normalment per influència de la pronunciació dialectal o seguint altres criteris de transliteració. Com a teòfor, també el duen musulmans no arabòfons que l'han adaptat a les característiques fòniques i gràfiques de la seva llengua.